# 폴란드 엑스트랄리가
엑스트랄리가(폴란드어: Ekstraliga)는 폴란드의 가장 높은 여자 축구 리그이다. 1979년에 설립되었으며, 현재 12개 클럽이 참가하고 있다.